# Baikia africana
Baikia africana är en ödleart som beskrevs av  Gray 1865. Baikia africana ingår i släktet Baikia och familjen Amphisbaenidae. Inga underarter finns listade.